# Burns (Kansas)
Burns es una ciudad ubicada en el condado de Marion en el estado estadounidense de Kansas. En el año 2010 tenía una población de 228 habitantes y una densidad poblacional de 253,33 personas por km².

## Geografía
Burns se encuentra ubicada en las coordenadas 38°5′26″N 96°53′14″O / 38.09056, -96.88722 (38.090692, -96.887103).

## Demografía
Según la Oficina del Censo en 2000 los ingresos medios por hogar en la localidad eran de $33,500 y los ingresos medios por familia eran $39,000. Los hombres tenían unos ingresos medios de $22,143 frente a los $21,250 para las mujeres. La renta per cápita para la localidad era de $11,990. Alrededor del 11.9% de la población estaban por debajo del umbral de pobreza.